# Gert Müller-Fehn
Gert Müller-Fehn (geboren 1929 in Ostfriesland; gestorben 31. Dezember 1983 oder 1. Januar 1984) war ein deutscher Journalist, leitender Redakteur der Hannoverschen Allgemeinen Zeitung und Schriftsteller.

## Schriften
- Gert Müller-Fehn: Verliebt in Autos. Alte und neue Erfahrungen mit Personenwagen, mit 21 Zeichnungen von  Lutz Niemeyer, Hannover: Madsack, 1966
- Wieland Schmied, Dietrich Mahlow, Ernst Günter Engelhard, Gert Müller-Fehn: Hans-Jürgen Breuste, Ausstellungskatalog, Hrsg.: Galerie nächst St. Stephan, Wien 1967
- Leiv Warren Donnan, Werner Volkert, Gert Müller Fehn: Donnan – Volkert: Dreikante, Sand, Glas, Bilder, Grafik: Ausstellung: 5.9. – 27.9.1969; Es spricht Gert Müller-Fehn, Hrsg.: Contact, Wunstorf 1969
- Gert Müller-Fehn (Red.): 100 Jahre Continental, Beilage der Hannoverschen Allgemeinen Zeitung vom 8. Oktober 1971, Hannover: Madsack, 1971
- Ödipus. Roman, Hannover: Moorburg-Verlag, 1977
- Gert Müller-Fehn (Bearb.): 25 Jahre DRK-Blutspendedienst. Ein Dokumentation über Entstehen und Wirken der Blutspendedienste des Deutschen Roten Kreuzes 1977, Bonn: Deutsches Rotes Kreuz, 1977